# Championnat de Suisse de football de deuxième division 2002-2003
Le championnat de Suisse de football de Ligue nationale B 2002-2003 a vu la victoire du FC Vaduz.

## Format
Le championnat se compose de deux tours. Le premier se déroule en automne avec 12 équipes. Les quatre premiers jouent au printemps un tour de promotion/relégation avec les quatre derniers de Ligue nationale A à l'issue duquel deux équipes sont promues en Ligue nationale A, les autres restant en Ligue nationale B, ceci afin de réduire la Ligue nationale A à 10 clubs pour la saison 2003-2004.
Les huit dernières équipes du premier tour, quant à elles, jouent un tour de relégation à l'issue duquel deux équipes sont reléguées en 1e Ligue. Lors de ce tour, les équipes conservent la moitié de leurs points acquis au tour préliminaire. 

## Classements

### Tour préliminaire
| Place | Club              | Pts | J  | V  | N | D  | Buts + | Buts - | Diff. |
| 1er   | FC Vaduz          | 41  | 22 | 12 | 5 | 5  | 47     | 32     | +15   |
| 2e    | FC Sion           | 39  | 22 | 12 | 3 | 7  | 35     | 27     | +8    |
| 3e    | SC Kriens         | 38  | 22 | 11 | 5 | 6  | 48     | 36     | +12   |
| 4e    | FC Lugano 1       | 37  | 22 | 12 | 6 | 4  | 36     | 17     | +19   |
| 5e    | Yverdon-Sport FC  | 36  | 22 | 10 | 6 | 6  | 36     | 21     | +15   |
| 6e    | FC Schaffhouse    | 32  | 22 | 8  | 8 | 6  | 30     | 35     | -5    |
| 7e    | Lausanne-Sports   | 30  | 22 | 9  | 3 | 10 | 27     | 32     | -5    |
| 8e    | FC Concordia Bâle | 27  | 22 | 7  | 6 | 9  | 29     | 43     | -14   |
| 9e    | AC Bellinzone     | 25  | 22 | 7  | 4 | 11 | 32     | 34     | -2    |
| 10e   | FC Baden          | 18  | 22 | 4  | 6 | 12 | 26     | 38     | -12   |
| 11e   | FC Wohlen         | 16  | 22 | 4  | 4 | 14 | 23     | 42     | -19   |
| 12e   | FC Winterthur 2   | 12  | 22 | 4  | 8 | 10 | 24     | 36     | -12   |

1 le FC Lugano s'est vu retirer 5 points par la commission de discipline pour raisons financières.

2 le FC Winterthur s'est vu retirer 8 points par la commission de discipline pour raisons financières.

### Tour de promotion/relégation
| Place | Club          | Pts       | J         | V         | N         | D         | Buts +    | Buts -    | Diff.     |
| 1er   | FC Aarau      | 28        | 12        | 9         | 1         | 2         | 30        | 13        | +17       |
| 2e    | FC Saint-Gall | 24        | 12        | 7         | 3         | 2         | 25        | 9         | +16       |
| 3e    | FC Lucerne    | 16        | 12        | 4         | 4         | 4         | 24        | 22        | +2        |
| 4e    | FC Vaduz      | 13        | 12        | 3         | 4         | 5         | 17        | 23        | -6        |
| 5e    | FC Sion 1     | 12        | 12        | 3         | 3         | 6         | 14        | 18        | -4        |
| 6e    | SR Delémont   | 12        | 12        | 3         | 3         | 6         | 13        | 24        | -11       |
| 7e    | SC Kriens     | 11        | 12        | 3         | 2         | 7         | 14        | 28        | -14       |
| 8e    | FC Lugano     | retrait 2 | retrait 2 | retrait 2 | retrait 2 | retrait 2 | retrait 2 | retrait 2 | retrait 2 |

1 Le FC Sion n'a pas obtenu sa licence pour la saison 2003-2004. Il sera remplacé par le FC La Chaux-de-Fonds.

2 Le FC Lugano a été mis en faillite le 9 avril 2003. Tous ses résultats ont été annulés. Le club fusionnera avec le FC Malcantone Agno pour devenir AC Lugano.

### Bilan
- Le FC Aarau et le FC Saint-Gall se maintiennent en Ligue Nationale A
- Aucun club n'est promu afin de réduire la Ligue Nationale A à 10 clubs pour la saison suivante
- Le FC Lucerne et le SR Delémont sont relégués en Ligue Nationale B

### Tour de relégation
| Place | Club              | Pts | J  | V  | N | D | Buts + | Buts - | Diff. | Bonus 1 |
| 1er   | FC Schaffhouse    | 40  | 14 | 7  | 3 | 4 | 21     | 26     | -5    | 16      |
| 2e    | FC Concordia Bâle | 40  | 14 | 8  | 2 | 4 | 31     | 13     | +18   | 14      |
| 3e    | FC Baden          | 40  | 14 | 10 | 1 | 3 | 30     | 18     | +12   | 9       |
| 4e    | Yverdon-Sport FC  | 34  | 14 | 4  | 4 | 6 | 17     | 18     | -1    | 18      |
| 5e    | FC Wohlen         | 28  | 14 | 6  | 2 | 6 | 20     | 22     | -2    | 8       |
| 6e    | Lausanne-Sports 2 | 26  | 14 | 2  | 5 | 7 | 20     | 33     | -13   | 15      |
| 7e    | AC Bellinzone     | 24  | 14 | 2  | 5 | 7 | 17     | 22     | -5    | 13      |
| 8e    | FC Winterthur     | 22  | 14 | 4  | 4 | 6 | 21     | 25     | -4    | 6       |

1 moitié des points du tour préliminaire.

2 à la fin de la saison, Lausanne-Sports a été mis en faillite. Un nouveau club, le FC Lausanne-Sport, sera créé et débutera en 2e Ligue interrégionale.

### Bilan
- À la suite des faillites du FC Lugano et de Lausanne-Sports, aucun club n'est relégué
- Le FC Bulle, le FC Chiasso, le FC Meyrin et le FC Malcantone Agno rejoignent la Ligue Nationale B
- Le FC La Chaux-de-Fonds est aussi promu à la suite du retrait du FC Sion

## Résultats complets
- RSSSF